# Igor Francetić
Igor Francetić (Zagreb, Yugoslavia, 21 de abril de 1977) es un deportista croata que compitió en remo. Participó en los Juegos Olímpicos de Sídney 2000, obteniendo una medalla de bronce en la prueba de ocho con timonel.

## Palmarés internacional
| Juegos Olímpicos | Juegos Olímpicos   | Juegos Olímpicos  | Juegos Olímpicos |
| Año              | Lugar              | Medalla           | Prueba           |
| ---------------- | ------------------ | ----------------- | ---------------- |
| 2000             | Sídney (Australia) | Medalla de bronce | Ocho con timonel |